# Riesenzellarteriitis

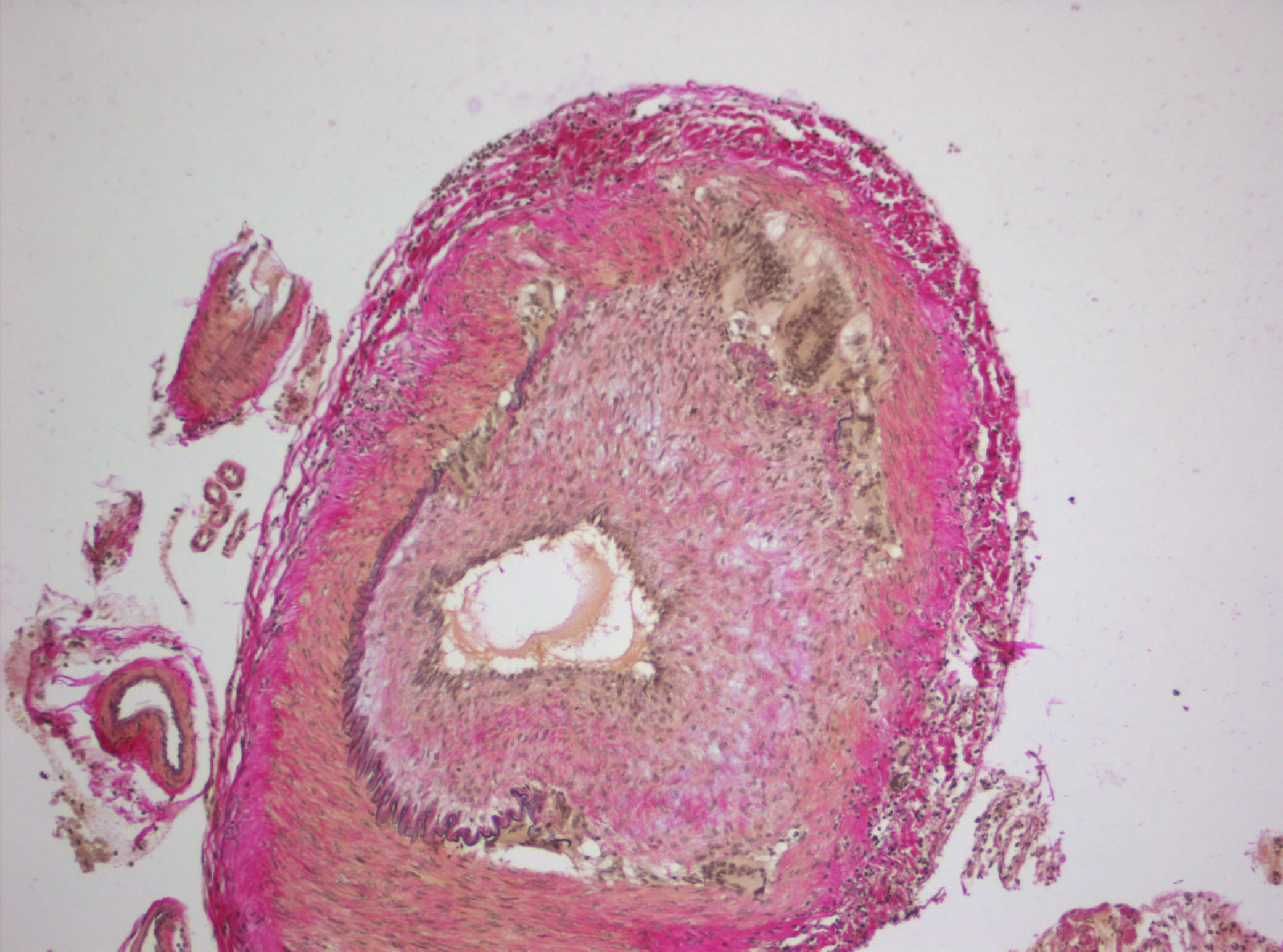
Histopathologie mit Nachweis zahlreicher mehrkerniger Riesenzellen in der Gefäßwand einer betroffenen Hirnarterie. Elastikafärbung.

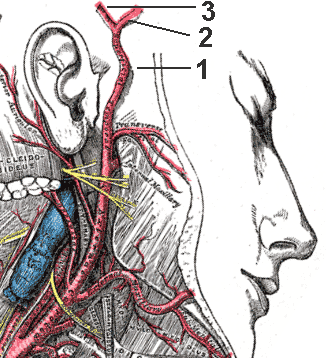
1 Arteria temporalis
2 Frontaler Ast
3 Parietaler Ast

Die Riesenzellarteriitis (RZA) (früher Arteriitis cranialis, Arteriitis temporalis, Morbus Horton, Horton-Magath-Brown-Syndrom) ist eine systemische Gefäßentzündung (Vaskulitis), die vor allem bei älteren Menschen die Schläfenarterien (Arteriae temporales superficiales) befällt. Unbehandelt besteht ein Risiko von 20 Prozent zu erblinden, da die Entzündung der Arterien zu einer ungenügenden Durchblutung der Sehnervenpapille führt. Bei entsprechender Diagnostik und einem raschen Therapiebeginn mit Cortisonpräparaten ist der Erkrankungsverlauf meist gutartig, wenn auch langwierig.
Die Riesenzellarteriitis wird zusammen mit der Takayasu-Arteriitis zur Gruppe der Großgefäßvaskulitiden gezählt.

## Häufigkeit
Die RZA betrifft zu über 75 % ältere Frauen. Die Inzidenz (Neuerkrankungen pro Jahr) beträgt bei Menschen unter 60 Jahre weniger als 5:100.000. Bis zum 70. Lebensjahr steigt sie auf über 10, im 8. Lebensjahrzehnt auf 40 und danach auf 50:100.000. Frauen sind im Verhältnis 2- bis 6-mal häufiger betroffen als Männer.

## Pathogenese
Die RZA ist eine T-Zell-abhängige Autoimmunerkrankung mit genetischer Prädisposition. Infekte können einen Krankheitsausbruch triggern, diskutiert werden insbesondere Viren (beispielsweise HBV, Influenzaviren und VZV) und Bakterien wie Borrelien und Klebsiella.
Es entsteht meist eine granulomatöse Vaskulitis, die vorwiegend die großen und mittelgroßen Arterien befällt. Bei dem am häufigsten vorkommenden kranialen Befallsmuster ist die Arteria temporalis superficialis, oft simultan mit den übrigen oberflächlichen Schädelarterien (z. B. A. occipitalis) betroffen. Der Befall der Arteria ophthalmica  in 30 % der Fälle ist gefürchtet und kann zur Erblindung führen. Auch ein Befall der A. temporalis profunda mit entzündlicher Begleitreaktion M. temporalis kann vorkommen und verursacht möglicherweise die von Patienten oft beklagten Kauschmerzen. Beim extra-kranialen Befallsmuster sind primär die Aorta und die aortalen Äste betroffen. Intrakranielle Gefäße, Herzkranzgefäße und andere Organe sind selten (bei weniger als einem Prozent) befallen. Es besteht eine Beziehung zur Polymyalgia rheumatica, beide Krankheiten können aber durchaus unabhängig voneinander auftreten.
Durch die Entzündung, die auch segmental auftreten kann, kommt es zu einem Ödem innerhalb der Gefäßwand. Die ödematöse Verdickung der Gefäßwand führt zur Einengung des Gefäßlumens, was eine Minderdurchblutung der von der betroffenen Arterie versorgten Gebiete nach sich ziehen kann. Ist die Arteria centralis retinae betroffen, kann dies innerhalb einer Stunde zu irreversiblen Schäden an der Netzhaut führen.

## Symptome
Mehr als 70 Prozent der Patienten berichten als Erstsymptom über einen starken, bohrend-stechenden Kopfschmerz, der häufig durch Kauen noch verstärkt wird (Claudicatio masticatoria). Typisch ist auch eine einseitige, plötzlich einsetzende hochgradige Sehminderung bis zur Erblindung, die bei etwa 30 % der Erkrankten auftritt und einen sofortigen Therapiebeginn erforderlich macht. Daneben werden beidseitig an den Schläfen verdickte, harte, vermehrt geschlängelte, pulslose und druckempfindliche Temporalarterien gefunden. In 12–15 % der Fälle treten das Herabhängen eines Augenlides (Ptosis) oder andere Augenmuskellähmungen sowie häufig Allgemeinsymptome wie Fieber, Gewichtsabnahme, Abgeschlagenheit, Müdigkeit und Muskelschmerzen auf. Bei einem Teil der Patienten mit RZA treten diese kopfbetonten Symptome jedoch nicht auf, weshalb man dazu übergangen ist, zwischen einem klassischen kranialen Befallsmuster und einem extra-kranialen Befallsmuster zu unterscheiden. Bei Patienten mit extra-kranialem Befallsmuster sind die Symptome wesentlich unspezifischer. Sie umfassen z. B. Müdigkeit, Abgeschlagenheit, Fieber, eine unspezische systemische Entzündungsreaktion ohne klaren Fokus. Bei der Diagnostik lässt sich dann in der Regel eine Aortitis, d. h. eine Entzündung der Hauptschlagader, feststellen. Während bei älteren Patienten (> 80 Jahre) das klassische kraniale Befallsmuster häufiger auftritt, findet sich bei Patienten unter 70 Jahren ein größerer Anteil mit extra-kranialem Befall.

## Diagnostik
| Kriterium                                                       | Sensitivität | Spezifität |
| --------------------------------------------------------------- | ------------ | ---------- |
| Erkrankungsalter > 50 Jahre                                     | 98,6 %       | 63,9 %     |
| Neuartige oder neu auftretende umschriebene Kopfschmerzen       | 64,5 %       | 81,9 %     |
| Abnorme Temporalarterie (Druckschmerz, abgeschwächte Pulsation) | 57,3 %       | 96,8 %     |
| BSG > 50 mm in der ersten Stunde                                | 86,5 %       | 47,7 %     |
| Histologische Veränderungen bei der Biopsie der Temporalarterie | 92,9 %       | 73,1 %     |

### Diagnostische ACR-Kriterien
Das American College of Rheumatology (ACR) hat 1990 Kriterien für die Diagnose einer RZA veröffentlicht, die als „diagnostische ACR-Kriterien“ Eingang in verschiedene Leitlinien (beispielsweise der Deutschen Gesellschaft für Neurologie von 2003) gefunden haben. Tabelle 1 zeigt diese Kriterien und deren Sensitivität und Spezifität anhand eines Vergleichs von 214 Patienten mit Arteriitis cranialis mit 593 Personen mit anderen Vaskulitiden. Wenn drei der fünf Kriterien erfüllt sind, kann die Diagnose einer RZA mit einer Sensitivität von 75 % und einer Spezifität von 92 % gestellt werden. Die ACR-Kriterien sind auf das klassische kraniale Befallsmuster der RZA ausgerichtet und haben nur eine limitierte Sensitivität für die Diagnostik einer RZA mit extra-kranialem Befallsmuster.

### Sonografie

Duplexsonografisches Bild einer Arteriitis temporalis mit unregelmäßiger, längerstreckiger, echoarmer Wandverdickung.

Die sonografische Untersuchung der Temporalarterie und ihrer Seitenäste zeigt bei der RZA typischerweise eine echoarme konzentrische Wandverdickung (Halo) der betroffenen Abschnitte. Dieses sog. Halo-Zeichen hat die höchste Sensitivität für die Diagnose einer kranialen RZA. Weitere duplexsonographische Merkmale sind Stenosen und Verschlüsse der Temporalarterien sowie eine fehlende Komprimierbarkeit. Gemäß Empfehlungen der Europäischen Rheumaliga (European League against Rheumatism – EULAR) ist die Duplex-Sonographie der Temporalarterien ggf. inklusive der Aa. axillares die Methode erster Wahl in der Diagnostik einer RZA mit kranialem Befallsmuster.

### Magnetresonanztomographie
Mittels Magnetresonanztomographie (MRT) der Schädelarterien kann die Diagnose einer kranialen RZA mit einer noch höheren Sensitivität von 93 % als mittels Sonographie mit 78 % gestellt werden, während die Spezifität bei der Sonographie mit 91 % höher ist als bei der MRT mit 81 %. Daher empfiehlt die Europäische Rheumaliga den Einsatz der MRT als Alternative zur Sonographie.

### Positronen-Emissions-Tomographie
Sowohl extra- als auch die kraniale Riesenzellarteriitis kann mittels Positronen-Emissions-Tomographie diagnostiziert werden und hilft bei unklaren Befunden. Den größten Stellenwert hat die Untersuchungstechnik jedoch bei der extrakranialen Riesenzellarteriitis, weil hier Biopsie und Sonografie schwer umzusetzen sind. Metaanalysen von Fall-Kontroll-Studien berechneten Sensitivitäten von 80 bis 90 % und Spezifitäten von 89 bis 98 % für die Diagnostik aller Großgefäßvaskulitiden, wozu auch die Riesenzellarteriitis gehört.

### Temporalarterienbiopsie
Immer noch häufig wird die Diagnose einer kranialen RZA durch einen kleinen operativen Eingriff mit Biopsie der Temporalarterie gesichert. Die Biopsie der Arteria temporalis galt lange als der Goldstandard zum Nachweis einer RZA. Gemäß den neueren EULAR-Empfehlungen ist die nicht-invasive Bildgebung der Biopsie zunächst vorzuziehen. Bei eindeutigem klinischen Bild und positivem Befund in der Bildgebung, ist keine Biopsie mehr zur Diagnosestellung erforderlich. Ist die Bildgebung nicht eindeutig, kann die Biopsie bei der weiteren Abklärung helfen. Der Eingriff kann in Lokalanästhesie – auch ambulant – durchgeführt werden. Die Biopsie erfolgt meist einseitig. Es sollte ein ca. 2,5 cm langes Arterienstück entfernt werden. Da auch nur einzelne Segmente der Gefäße befallen sein können, schließt ein negativer Befund die Erkrankung nicht sicher aus. Histologisch zeigt sich eine Panarteriitis mit granulomatöser Entzündung der Tunica media, mit überwiegend mononuklärem Infiltrat der Tunica adventitia. Die namensgebenden Riesenzellen befinden sich meist zwischen Intima und Media. Zusätzlich können Kalzifikationen in der Intima beobachtet werden.

### Augenärztliche Untersuchung
Das typische Symptom ist eine einseitige, plötzliche Verschlechterung der Sehschärfe oder des Gesichtsfeldes. Ursache hierfür ist typischerweise ein Verschluss der die Netzhaut oder den Sehnerven versorgenden Gefäße: In der Ophthalmoskopie ist die Papille des Sehnervs blass und ödematös (entzündliche anteriore ischämische Optikusneuropathie). Dadurch wird ihr Rand unscharf begrenzt. Es kann jedoch auch zu kompletten oder inkompletten Verschlüssen der Arterien oder Venen der Netzhaut kommen. Die Netzhautarterien sind dann fadendünn und zeigen unregelmäßige Reflexe wegen der Wandverdickung im Rahmen der Entzündung.

### Labor
Bei den Laboruntersuchungen sind Entzündungszeichen wie eine stark erhöhte Blutsenkungsgeschwindigkeit (BSG), wobei von einer Sturzsenkung gesprochen werden kann, erhöhtes C-reaktives Protein (CRP), Leukozytose mit Eosinophilie, Alpha-2-Globulin-Vermehrung sowie eventuell eine Eisenmangelanämie feststellbar.

## Differentialdiagnose
- Takayasu-Arteriitis
- Polyarteriitis nodosa
- Moschcowitz-Syndrom
- Granulomatose mit Polyangiitis
- eosinophile Granulomatose mit Polyangiitis

## Therapie
Die RZA ist ein Notfall. Bereits bei dringendem Verdacht auf die Erkrankung werden systemisch hochdosiert Glukokortikoide (Cortisonpräparate) verabreicht, nicht zuletzt da die Entzündung auf die Hirngefäße übergreifen und dann zu einem lebensbedrohlichen Schlaganfall führen kann. Die Aussagekraft einer Biopsie wird in den ersten Tagen durch die Cortisongabe nicht beeinträchtigt. In der Leitlinie der Deutsche Gesellschaft für Rheumatologie von 2020 wird bei fehlender Augenbeteiligung eine Dosis von 40–60 mg Prednisolon, bei frischer einseitiger Erblindung oder vorübergehender Erblindung (Amaurosis fugax) von 500–1000 mg Methylprednisolon intravenös pro Tag empfohlen. Anschließend ist eine Erhaltungstherapie mit herabgesetzter und ausschleichender Dosis über Jahre notwendig, etwa die Hälfte der Patienten kann nach zwei Jahren die Therapie beenden.

### Tocilizumab
Bisher gab es keine spezifische Therapie und die langandauernde Glukokortikoidbehandlung konnte zu erheblichen Komplikationen führen. Im Mai 2017 konnte Tocilizumab als erstes spezifisches Medikament zur Behandlung der Riesenzellarteriitis als Break-through-Therapie in einem fast-track-Verfahren mit verkürztem Review von der amerikanischen Zulassungsbehörde FDA zugelassen werden, zwei Monate vor offizieller Publikation der Phase-III-Studie. Wenige Monate später wurde dann das Medikament auch in Europa zugelassen und ist weiter die einzige offiziell zugelassene Substanz zur Behandlung der Riesenzellarteriitis in Europa. Der humanisierte monoklonale Antikörper gegen den Interleukin-6 (IL-6)-Rezeptor hemmt damit einen der zentralen Entzündungsmediatoren. In der randomisierten Placebo-kontrollierten Doppelblind-Studie wurden 251 mindestens 50 Jahre alte Patienten (75 % Frauen, 97 % Weiße) behandelt, von denen 100 wöchentlich, 50 zweiwöchentlich Tocilizumab subkutan erhielten, während das Glukokortikoid Prednisolon über 26 Wochen reduziert wurde. In der ersten Placebo-Gruppe mit 50 Patienten wurde Prednisolon auch über 26 Wochen reduziert, in der zweiten Placebo-Gruppe (51 Patienten) über 52 Wochen. Nach 52 Wochen waren 56 % bzw. 53 % in den Tocilizumab-Gruppen bzw. 14 % und 18 % in den Placebogruppen in anhaltender Remission. Die kumulative Prednisolon-Menge betrug im Mittel 1862 mg in den beiden Therapiegruppen und 3296 mg bzw. 3818 mg in den Placebogruppen.
Erhebliche Nebenwirkungen wurden in 15 % und 14 % der Therapiegruppen und 22 % bzw. 25 % in den Placebogruppen beobachtet. Zu einer Optikus-Neuropathie kam es einmal in der zweiten Therapiegruppe. Trotzdem bedarf es weiterer Studien und Verlaufsbeobachtungen, da möglicherweise Tocilizumab nur die Manifestation der Riesenzellarteriitis in Form der IL-6-getriggerten systemischen Entzündung blockiert, nicht aber die eigentliche Arteriitis. Auch könnte IL-6 neben der proinflammatorischen Wirkung die Angiogenese fördern und das Erblindungs-Risiko reduzieren. Auch das Risiko opportunistischer Infektionen ist nicht geklärt.
Aktuell wird Tocilizumab mit einer wöchentlichen Dosis von 162 mg subkutan bei schwereren Verläufen oder Komplikationen durch die Glukokortikoid-Therapie empfohlen. Die notwendige Dauer der Therapie ist noch unbekannt und wird individuell entschieden.

### Methotrexat
Alternativ kann das bei entzündlich-rheumatischen Erkrankungen wirksame Zytostatikum Methotrexat (MTX) als Basistherapie (DMARD) eingesetzt werden. Dabei ist die eingesetzte Menge an Methotrexat sehr viel niedriger als in der Krebstherapie.
Für andere Immunsuppressiva bei Riesenzellarteriitis besteht nur geringe Evidenz.

## Prognose
Die RZA spricht auf die Glucocorticoid-Therapie anfangs meist gut an. Bereits eingetretene Erblindungen sind allerdings häufig auch bei angemessener Therapie irreversibel. 
In Langzeitstudien wurden bei der Mehrzahl der Betroffenen ein oder mehrere Rezidive der Erkrankung beobachtet. Bei Patienten mit Rezidiven tritt infolge höherer Glucocorticoid-Dosen gehäuft Osteoporose auf.